# Cydosia nobilitella
Cydosia nobilitella är en fjärilsart som beskrevs av Pieter Cramer 1779. Cydosia nobilitella ingår i släktet Cydosia och familjen nattflyn. Inga underarter finns listade i Catalogue of Life.

## Bildgalleri

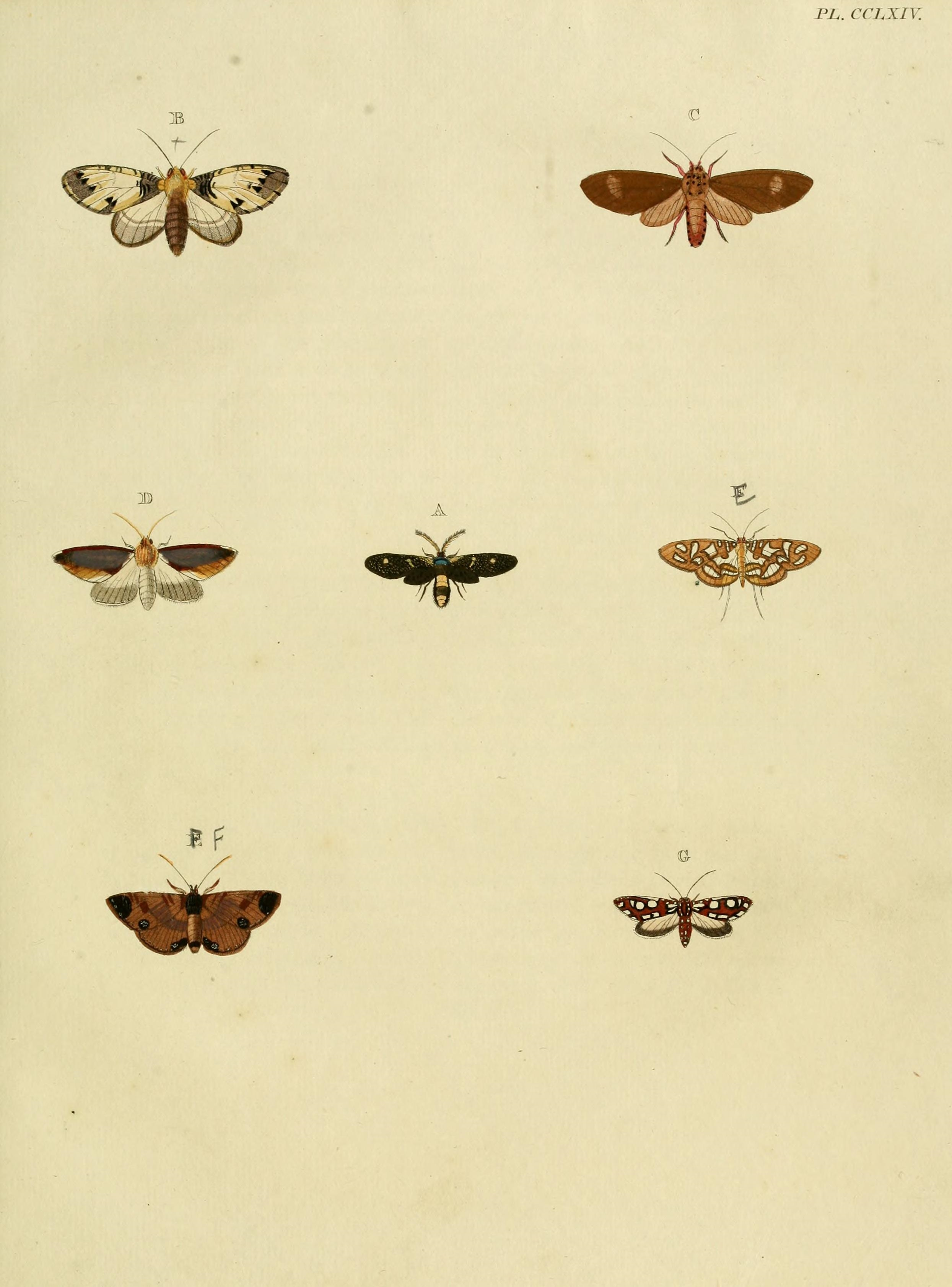